# Karkawan
Karkawan (arab. كركوان, fr. Kerkouane) – starożytne miasto fenickie położone na przylądku Ras at-Tib (współcześnie w Tunezji), najstarsze ruiny podchodzą z VI wieku p.n.e. Miasto przeżywało rozkwit w IV i II wieku p.n.e. Z tego okresu pochodzą pozostałości murów obronnych oraz starannie zaplanowanego układu urbanistycznego z przecinającymi się prostopadle ulicami. Zachowane fragmenty mozaikowych posadzek, stiukowego pokrycia ścian oraz urządzeń sanitarnych (np. wanien) wskazują na zamożność mieszkańców. Rozwój miasta został przerwany w wyniku wyprawy wojennej władcy Syrakuz Agatoklesa.  Miasto zostało opuszczone przez mieszkańców w czasie I wojny punickiej (ok. 253 p.n.e.). 
Na terenie miasta odkryto pozostałości największego sanktuarium punickiego w Afryce Zachodniej. Zbudowane było na planie semickiej świątyni. Główne wejście, udekorowane dwiema pilastrami wychodziło na główna arterie miejską. Podzielona była na dwie części, z której jedna służyła do sprawowania obrzędów, druga natomiast dla uczestników obrzędów. 
Za murami miasta zachowały się ruiny starożytnej nekropolii z fragmentami mozaik, ścian budynków i kolumn. Została ona odkryta w roku 1939 przez archeologa Pierre'a Cintasa. W trakcie wykopalisk odkryto wiele grobów z bogatym wyposażeniem (biżuterią, ceramiką).
W roku 1985 miasto zostało wpisane na listę światowego dziedzictwa UNESCO.